# Lingwu
Lingwu is een stad in Ningxia in China. Lingwu ligt in het noorden van China. De stad heeft 86.000 inwoners. Lingwu is de zetel van het arrondissement Lingwu, dat meer dan 200.000 inwoners heeft. Veel inwoners van Lingwu zijn arm en moslim. 